# كأس الإيثار - بغداد 1963
كانت كأس الإيثار 1963 هي النسخة الثاني من كأس المثابرة في بغداد . المباراة كانت بين الفائز ووصيف دوري المؤسسات لموسم 1962–63 ، منتخب الشرطة والفرقة الثالثة ، وفاز الفرقة الثالثة بالمباراة بنتيجة 1-0. 

## مباراة

### تفاصيل
| منتخب الشرطة | 0–1 | الفرقة الثالثة |
| ------------ | --- | -------------- |
|              |     | إسماعيل        |